# الشارع الأخضر
الشارع الأخضر (بالإنجليزية: Green Street)‏ هو فيلم جريمة تم إنتاجه في المملكة المتحدة والولايات المتحدة وصدر في سنة 2005. يتحدث عن البلطجة في كرة القدم في إنكلترا. الفيلم من إخراج ليكسي ألكسندر ومن تمثيل إليجاه وود وتشارلي هونام. في الولايات المتحدة وأستراليا، يسمى هذا الفيلم مشاغبو الشارع الأخضر، بينما في المملكة المتحدة عنوان الفيلم الشارع الأخضر.

## القصة
الفيلم يحكي قصة طالب في جامعة هارفرد (مات بكنر لعب دوره اليجا وود) يتورط مع عصابة الشغب لفريق يونايتد لكرة القدم العنيفة (الشارع الأخضر النخبة) التي كان يديرها زوج شقيقه. الفيلم يشير إلى المجموعات العنيفة لتشجيع الانديه الإنكليزية مثل جيش ياد توتنهام، وبرمنغهام سيتي الزولو، والجيش الأحمر (مانشستر يونايتد).

## الميزانية والإيرادات
بلغت تكلفة إنتاج الفيلم حوالي 346830 دولار بينما حقق أرباحا تقدر بـ 3154346 دولار.

## وصلات خارجية
- الشارع الأخضر على موقع IMDb (الإنجليزية)
- الشارع الأخضر على موقع ميتاكريتيك (الإنجليزية)
- الشارع الأخضر على موقع روتن توميتوز (الإنجليزية)
- الشارع الأخضر على موقع نتفليكس (الإنجليزية)
- الشارع الأخضر على موقع قاعدة بيانات الأفلام العربية
- الشارع الأخضر على موقع ألو سيني (الفرنسية)
- الشارع الأخضر على موقع Turner Classic Movies (الإنجليزية)
- الشارع الأخضر على موقع أول موفي (الإنجليزية)
- الشارع الأخضر على موقع بوكس أوفيس موجو (الإنجليزية)
- الشارع الأخضر على موقع فيلمافينيتي (الإسبانية)